# Flyglobespan
Flyglobespan – niedziałająca szkocka tania linia lotnicza z siedzibą w Edynburgu. 

## Historia
Linia została założona w listopadzie 2002 roku, a  rozpoczęła działalność w kwietniu 2003 roku. Zbankrutowała 16 grudnia 2009. Głównymi hubami były porty lotnicze w Edynburgu i Glasgow.